# Hangaku Gozen
Hangaku Gozen (坂額御前, « Dame Hangaku »), aussi appelée Hangaku (板額、飯角) est une samouraï (onna-bugeisha) du XIIIe siècle, et l'une des rares Japonaises mentionnées dans la littérature historique et classique.

## Biographie
Hangaku vécut durant la fin de l'époque de Heian et le début de l'époque de Kamakura. Elle est la fille d'un guerrier nommé Jō Sukekuni, et ses sœurs se prénomment Sukenaga et Sukemoto (ou Nagamochi).
La famille Jō, établie dans la province d'Echigo (actuelle préfecture de Niigata) et composée de guerriers, est alliée au clan Taira. Elle est vaincue durant la guerre de Genpei et perd une grande partie de sa puissance. En 1201, avec son neveu Jō Sukemori, Hangaku monte une armée en réponse à la tentative de sa sœur Sukemoto (la rébellion de Kennin) de renverser le shogunat de Kamakura. Hangaku et Sukenaga doivent défendre un fort à Tossakayama attaqué par Sasaki Moritsuna. Hangaku, à la tête de 3 000 soldats, se voit contrainte d'affronter une armée de 10 000 hommes, loyale au clan Hōjō. 
Elle est finalement blessée par une flèche et capturée, peu de temps avant que les défenses ne cèdent. Elle est emmenée à Kamakura où elle est présentée au shogun Minamoto no Yoriie. Elle y rencontre Asari Yoshitō, un guerrier de la province de Kai, qui reçoit la permission du shogun pour l'épouser. Ils vécurent à Kai où il est dit qu'ils eurent une fille.

## Dans la culture populaire
Hangaku Gozen est citée dans la chronique historique Azuma Kagami.
Hangaku était réputée pour être particulièrement forte et belle (1,88 m selon la légende), et pour manier un naginata au combat. De nombreux romanciers et peintres l'ont représentée dans leurs œuvres, comme Kuniyoshi qui a produit une série de peintures sur des guerrières. Cette série représente également d'autres personnages féminins historiques ou littéraires comme Tomoe Gozen, Shizuka Gozen, ou Hōjō Masako.
Dans Re:Creators, Yūya Mirokuji peut un invoquer un esprit nommé Hangaku pour se battre à ses côtés, mais est volé par Magane quand elle utilise ses pouvoirs sur lui.

## Source de la traduction
- (en) Cet article est partiellement ou en totalité issu de l’article de Wikipédia en anglais intitulé « Hangaku Gozen » (voir la liste des auteurs).